# Rafał Horbowicz
Rafał Horbowicz (ur. 1 kwietnia 1998) – polski lekkoatleta, specjalizujący się w wielobojach. 
W 2019 roku zajął 11. miejsce w mistrzostwach Europy do lat 23. 
Reprezentant Polski w meczach międzypaństwowych oraz drużynowych mistrzostwach Europy w wielobojach.
Medalista mistrzostw Polski seniorów w wielobojach. Zdobywał także medale na mistrzostwach Polski w innych kategoriach wiekowych oraz konkurencjach innych niż wielobój.

## Osiągnięcia
| Rok  | Impreza                                               | Miejsce | Konkurencja   | Lokata      | Wynik     |
| ---- | ----------------------------------------------------- | ------- | ------------- | ----------- | --------- |
| 2017 | Superliga drużynowych mistrzostw Europy w wielobojach | Tallinn | dziesięciobój | 21. miejsce | 6733 pkt. |
| 2019 | Mistrzostwa Europy U23                                | Gävle   | dziesięciobój | 11. miejsce | 7287 pkt. |

Rekordy życiowe: 
- siedmiobój (hala) – 5820 pkt. (19 lutego 2023, Toruń);
- dziesięciobój (stadion) – 7800 pkt. (18 maja 2023, Naksos).